# ائوروس
در اسطوره‌شناسی و دین یونان باستان، "ائوروس" (به معنای تحت‌اللفظی "باد شرق") (به انگلیسی: eurus) خدای باد شرق و تجسم آن است، هرچند گاهی اوقات گفته می‌شود که او به‌طور خاص باد جنوب شرقی است. او یکی از چهار خدای اصلی باد، "آنموی" (Anemoi)، در کنار "بورئاس" (باد شمال)، "زفوروس" (باد غرب) و "نوتوس" (باد جنوب) است.
ائوروس به ندرت در ادبیات باستانی دیده می‌شود و اگر هم ظاهر شود، معمولاً همراه با سه برادرش به عنوان بخشی از یک کل است و عملاً اسطوره‌شناسی فردی برای خود ندارد. اغلب او به‌طور کامل حذف می‌شود و بورئاس، زفوروس و نوتوس به نمایندگی از آنموی باقی می‌مانند. معادل رومی او خدای «وولتورنوس» است.

## ریشه‌شناسی
اسم یونانی "εὖρος" به بادی که از شرق می‌وزد اشاره دارد. ریشه‌شناسی نهایی آن مشخص نیست، اگرچه با کلمات یونانی برای سپیده‌دم (به یونانی باستان: ἠώς) و هاله (به یونانی باستان: αὔρα) مرتبط دانسته شده است.
گواه اولیه از ائوروس و پرستش مربوط به باد در کلمات یونانی میسنی "a-ne-mo-i-je-re-ja" (به خط ب: 𐀀𐀚𐀗𐀂𐀋𐀩𐀊) و "a-ne-mo i-je-re-ja" (به خط ب: 𐀀𐀚𐀗𐄀𐀂𐀋𐀩𐀊) یافت می‌شود که به معنای "کاهنه بادهاً است و در لوح‌های KN Fp 1 و KN Fp 13 در کنوسوس یافت شده‌اند. در دوران پس از اعصار تاریک یونان، آثاری از پرستش ائوروس به عنوان بخشی از چهار باد در تیتانه در کورینت، جایی که یک معبد برای بادها وجود داشت، اسپارت، جایی که ائوروس به عنوان "نجات‌دهنده اسپارت" توصیف می‌شد، کورونئا، جایی که آنها یک محراب داشتند، و آتیک یافت می‌شود.

## اسطوره‌شناسی
ائوروس به‌طور سنتی خدای باد شرق یا جنوب شرقی است. او هم به عنوان آورنده باران و هم به عنوان نوعی باد خشک توصیف شده است.
ائوروس، برخلاف سه خدای اصلی دیگر باد، اغلب توسط نویسندگان باستان نادیده گرفته می‌شود. او تنها کسی است که هزیود اصلاً به او اشاره نمی‌کند. هزیود سه باد مفید را فرزندان ائوس (الهه سپیده‌دم) و آسترائوس می‌داند و می‌گوید که همه بادهای دیگر که برای بشریت مفید نیستند، پسران تایفون هستند. هزیود به جای ائوروس، فقط از «آرگستس» برای چهارمین باد نام می‌برد که گاهی اوقات می‌تواند به آپلیوتس (خدای باد جنوب شرقی) نیز اشاره داشته باشد. به‌طور مشابه، او تنها کسی از میان چهار باد است که سرود اورفئوس به افتخار او خوانده نمی‌شود. در عوض، نونوس، نویسنده قرن پنجم میلادی از پانپولیس، ائوروس را یکی از خدایان باد متولد شده از ائوس در اثر خود، دیونیسیاکا، قرار می‌دهد.
ائوروس در معدود حضورهایش در اسطوره‌شناسی، معمولاً با نوتوس، باد جنوب، جفت می‌شود، همان‌طور که زفوروس با بورئاس جفت می‌شود. ائوروس مانند نوتوس و برخلاف زفوروس/بورئاس، اسطوره‌شناسی کمی برای خود دارد یا اصلاً ندارد و فقط زمانی که آنموی در برخی داستان‌ها حضور دارند، به عنوان بخشی از یک کل ظاهر می‌شود. ائوروس هیچ عاشق یا فرزندی ندارد.
در ادیسه، به نظر می‌رسد که بادها در جزیره آیولیا ساکن هستند، زیرا زئوس، آیولوس را نگهبان بادها قرار داده است. آیولوس، اودیسئوس و خدمه‌اش را می‌پذیرد و آنها را به مدت یک ماه به عنوان مهمان نگه می‌دارد. هنگامی که آنها از هم جدا می‌شوند، آیولوس به اودیسئوس کیسه‌ای حاوی همه بادها، به جز زفوروس، می‌دهد. اگرچه به آنها هشدار داده شده بود که کیسه را باز نکنند، اما خدمه اودیسئوس احمقانه کیسه را باز می‌کنند، زیرا فکر می‌کنند حاوی گنجی است، و ائوروس را به همراه همه بادهای دیگر آزاد می‌کنند که سپس کشتی‌ها را به آیولیا بازمی‌گردانند. مدتی بعد، او و نوتوس اودیسئوس را در تریناکیا، جزیره خدای خورشید، هلیوس، به مدت یک ماه کامل، پس از خروج آنها از جزیره کیرکه، سرگردان می‌کنند. پس از اینکه اودیسئوس کالیپسو را ترک کرد، پوزئیدون، خدای دریا، از خشم هر چهار باد، از جمله ائوروس، را رها کرد تا طوفانی ایجاد کند و امواج بزرگی را برای غرق کردن او ایجاد کند.
در دیونیسیاکا، او و برادرانش با پدرشان آسترائوس زندگی می‌کنند. ائوروس در جام‌ها شهد می‌ریزد وقتی دمتر به دیدار آنها می‌آید.
در محراب پرگامون، که نبرد خدایان علیه غول‌ها را به تصویر می‌کشد، ائوروس و سه خدای دیگر باد به شکل اسب‌هایی نشان داده شده‌اند که ارابه هرا را می‌کشند. ردپایی از شکل اسب آنها در آثار کوینتوس اسمیرنائوس نیز یافت می‌شود، جایی که آنها به جای آن ارابه زئوس را می‌کشند.

## وولتورنوس
برای رومیان، نوتوس با خدای وولتورنوس ("او از وولتور"، کوهی در آپولیا، شاید مربوط به کلمه "کرکس") یکی دانسته می‌شد که با هوای خشک و گرم ارتباط نزدیکی داشت. او گاهی اوقات به دلیل نوع خشک باد شرقی که پیشینیان می‌شناختند، آفریکانوس (به معنای "او از آفریقا") نیز نامیده می‌شد.